# Robbert Fagel
Robbert baron Fagel, ('s-Gravenhage, 10 maart 1771 – Parijs, 26 december 1856) was een Nederlands militair en politicus. 

## Biografie
Fagel was lid van de familie Fagel en een zoon van mr. François Fagel (1740-1773) en Anna Maria Boreel (1739-1781); hij bleef ongehuwd. Fagel was als officier in 1788 in dienst van de Staten en vanaf 1793 adjudant-generaal van Willem V, prins van Oranje. In 1840 werd hij bevorderd tot generaal.
Hij werd commissaris van Oorlog van het voorlopig bewind in de Zuidelijke Nederlanden (augustus 1814 - september 1815), en was van 1815 tot 1832 en in de jaren 1840 - 1853 gevolmachtigd minister in Parijs. In de periode 1837 tot 1844 was hij opperstalmeester onder de koningen Willem I en Willem II
Op 28 augustus 1814 werd hij benoemd tot lid van het Ridderschap van Holland waardoor hij ging behoren tot de Nederlandse adel het adellijke predicaat van jonkheer; op 16 september 1815 werd hem de titel van baron verleend.
Fagel werd op 28 december 1853 benoemd tot Minister van Staat.

## Militaire loopbaan
- Cadet: 1784[1]
- Luitenant der Infanterie: 17 juli 1788 (met rang van een Kapitein)[1][2]
- Eerste luitenant: 20 februari 1794[1]
- Adjudant: 1793-1794[1]
- Majoor: 1813[1]
- Kolonel: tot 1814[2]
- Luitenant-generaal: 31 juli 1814[2][1]
- Generaal der Infanterie: 6 oktober 1840[2][1]

## Onderscheidingen
- Grootkruis in de Orde van de Nederlandse Leeuw[2][1]
- Grootkruis in de Orde van de Eikenkroon[1]
- Commandeur in de Militaire Willems-Orde op 8 juli 1815 als Luitenant-generaal voor "wegens vroeger bewezen diensten"[2][1][3]
- Orde van de Rode Adelaar[1]
- Grootofficier in het Legioen van Eer[1]
- Leopoldsorde[1]